# احمد اجدو
احمد اجدو (عربی: أحمد أجدو؛ زادهٔ ۱ ژانویهٔ ۱۹۸۰) بازیکن فوتبال اهل مراکش است.
از باشگاه‌هایی که در آن بازی کرده‌است می‌توان به باشگاه فوتبال الوداد کازابلانکا، باشگاه ورزشی مغرب فاسی، باشگاه فوتبال ارتش سلطنتی مراکش، باشگاه ورزشی الوکره، و باشگاه فوتبال قنیطره اشاره کرد.
وی همچنین در تیم ملی فوتبال مراکش بازی کرده‌است.